# Carex richardsonii
Carex richardsonii là một loài thực vật có hoa trong họ Cói. Loài này được R.Br. mô tả khoa học đầu tiên năm 1823.

## Hình ảnh

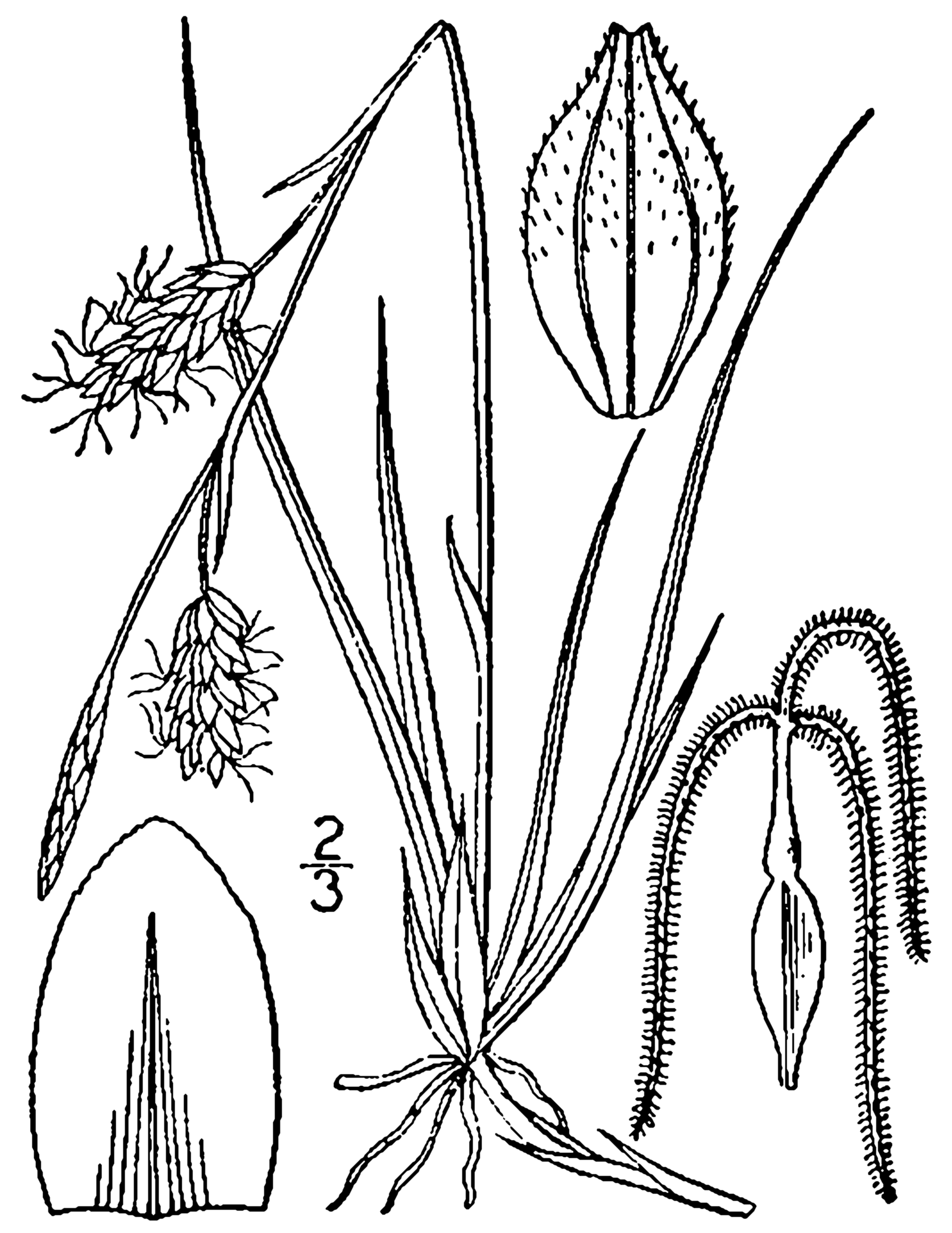